# Friedrich Balthes
Friedrich Albert Balthes (Segesvár, 1882. június 20. – ?, 1914. december), egyes forrásokban Fritz Balthes erdélyi szász építész. Iskolákat, középületeket, lakóházakat, műemlékeket tervezett; várostervezőként és műemlékvédőként az épített örökség megőrzése és továbbfejlesztése mellett szállt síkra. Fiatalon, az első világháború elején érte a halál. Ismertebb munkái a barcaföldvári Diákemlékmű és a medgyesi Roth líceum épülete.

## Életpályája
1900 és 1905 között Berlinben, Münchenben, és Karlsruhéban tanult, majd Németországban dolgozott. 1909-ben hazatért Erdélybe, és Segesváron megalapította építészeti irodáját. 1914-ig, a szerb fronton bekövetkezett eltűnéséig minőségi és mennyiségi szempontból egyaránt lenyűgöző, de kis földrajzi területre korlátozódó munkát végzett.
Balthes munkáira jellemző a hely kiváló kihasználása, az expresszív, töredezett volumetriára való törekvés (szemben a legtöbb korabeli épület monolitikus tömbjével, melyen ugyanazok az építészeti elemek ismétlődtek), a fantázia, a megfelelő higiéniára való odafigyelés, az oktatási terek optimális megvilágítása és a diákok számára kellemes légkör biztosítása. Az alkalmazott építészeti nyelvezet a szecesszió elemeit ötvözi egy személyes, könnyen felismerhető beütéssel. Növény- és virágmotívumok dominálnak, amelyek előnyösen keverednek a geometrikus építészeti elemekkel, azonban az építészeti elemek széleskörű használata nem megy a funkcionalitás rovására. Egyesek Balthest az erdélyi szecesszió egyik legtehetségesebb képviselőjének tartják, azonban megjegyzendő, hogy Timo Hagen művészettörténész Balthes munkáit nem szecessziósként, hanem az ún. német reformépítészet példáiként írja le.
Tervben maradt munkái közé tartozott Neu-Tartlau lakótelepe, amelyet Brassó és Prázsmár közé képzelt el a szénbányászok számára, és a segesvári Teutsch Gimnázium átépítése. Nem csak új épületeket tervezett, hanem felújításokban, felmérésekben is részt vett, és előadásokat is tartott.

## Munkái
- Tiszti kaszinó, Morgonda (1909), jelenleg elhagyatva[1]
- Takarékpénztár, Medgyes (1910), jelenleg bank[2]
- Evangélikus líceum, Medgyes (1909–1912), jelenleg Stephan Ludwig Roth líceum[1]
- Arany Csillag szálló, Segesvár (1910–1912), jelenleg Hotel Steaua[2]
- Általános iskola, Brulya (1911–1912), jelenleg elhagyatva[1]
- Általános iskola, Gerdály (1912), jelenleg elhagyatva[1]
- Közösségi ház, Mártonhegy (1912), jelenleg elhagyatva[1]
- Diákemlékmű, Barcaföldvár (1912)[5]
- Lelkészlak, Netus (1912–1913), jelenleg lakóház[1]
- Közösségi ház, Lesses (1913–1914), jelenleg multifunkcionális tér[1]
- Általános iskola, Vessződ (1913–1914), jelenleg elhagyatva[1]
- Óvoda, Szentágota (1914), jelenleg La Prut vendéglő[1]
- Általános iskola, Kissink[2]
- Segesvári és medgyesi lakóházak[2]

## Képek

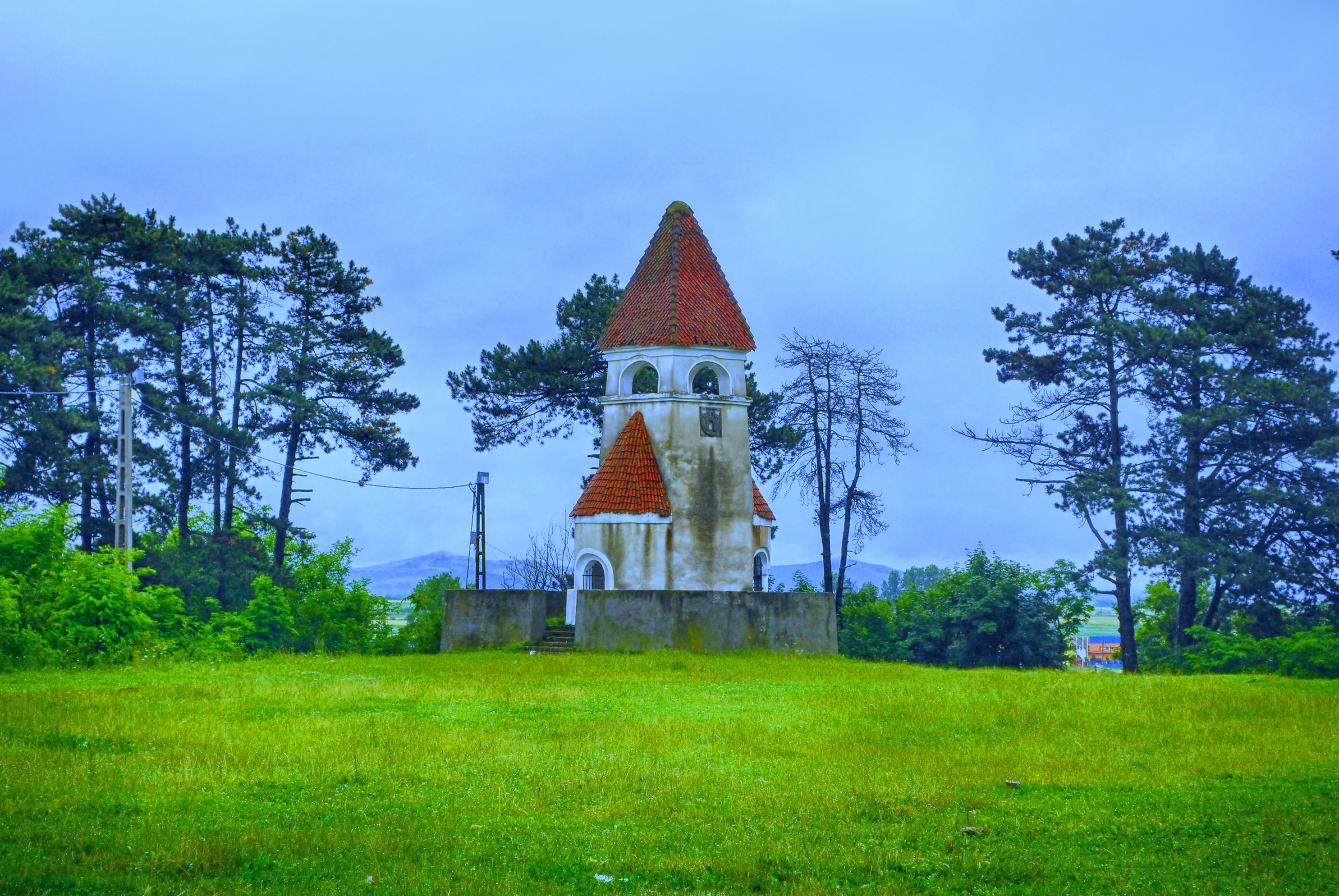
A földvári Diákemlékmű
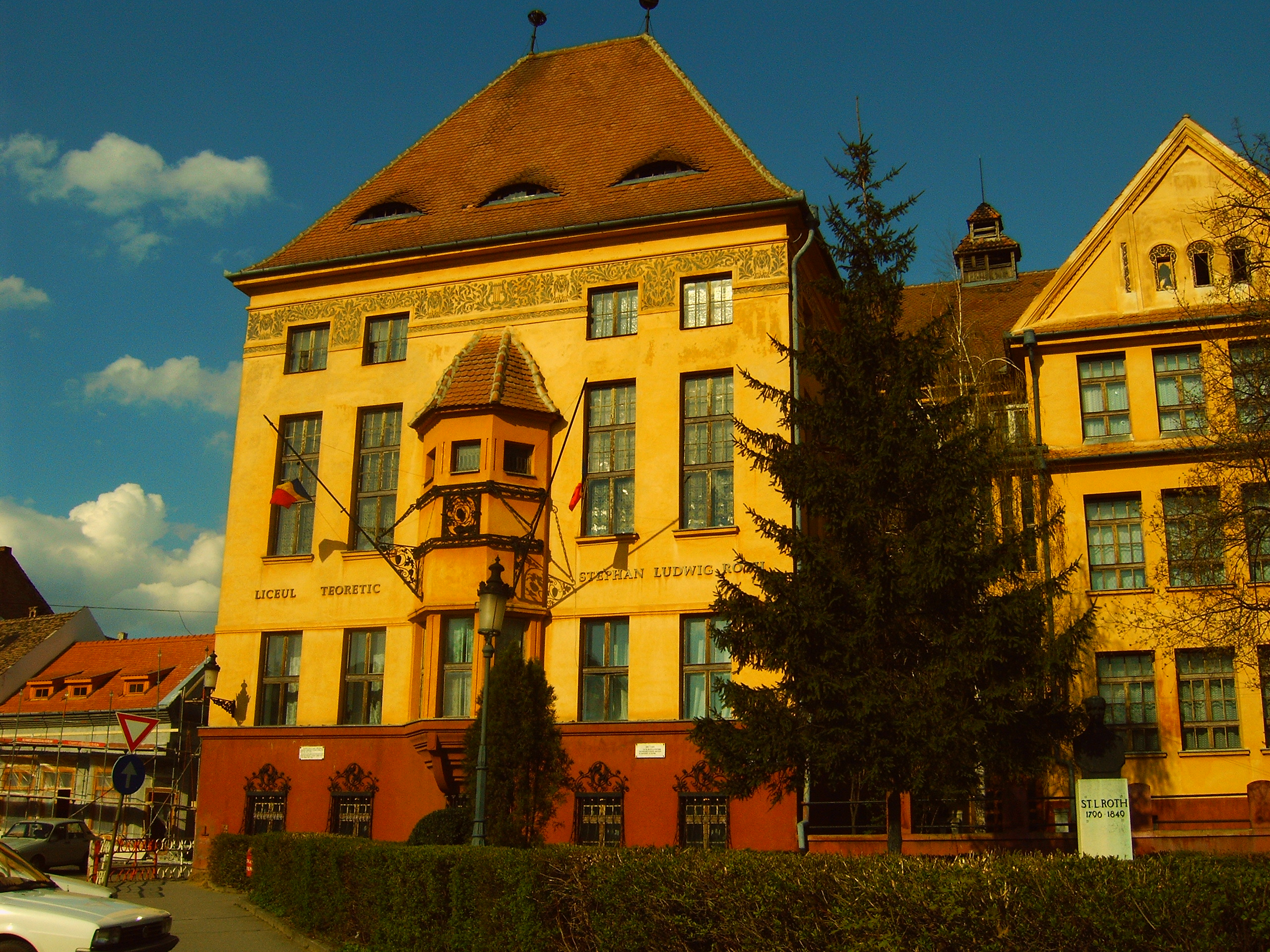
A medgyesi líceum épülete
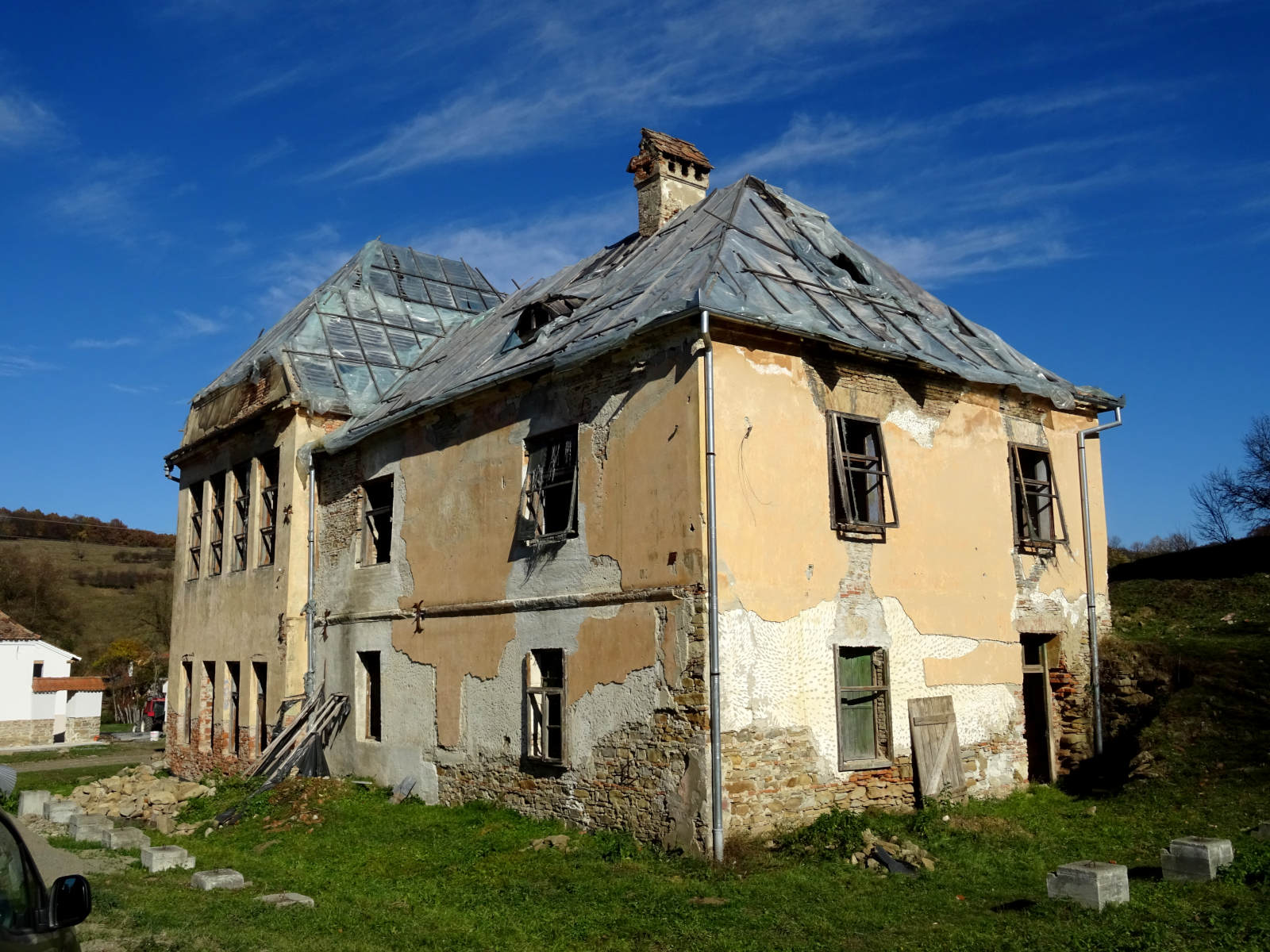
Az egykori gerdályi szász iskola
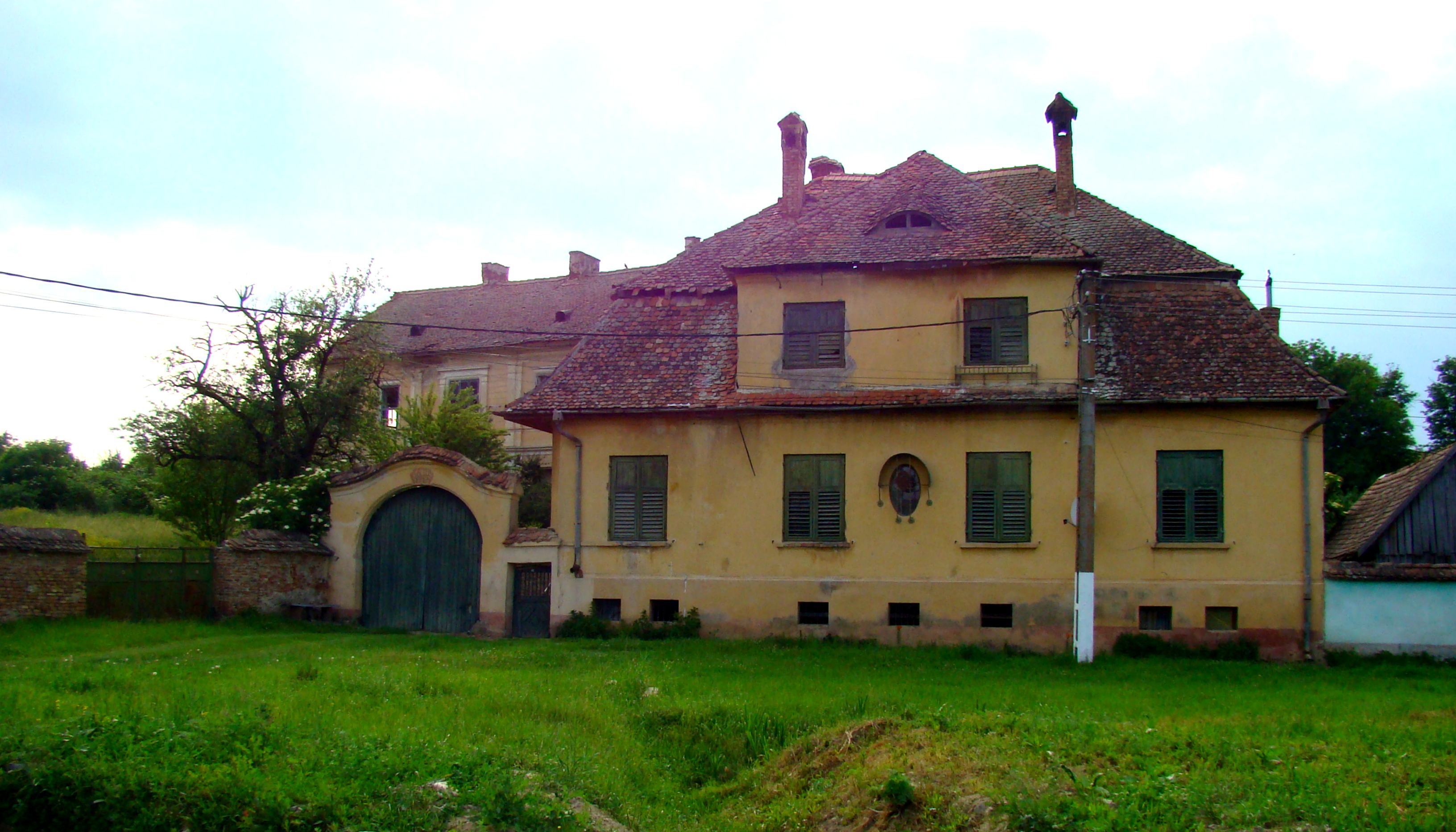
Az egykori netusi lelkészlak
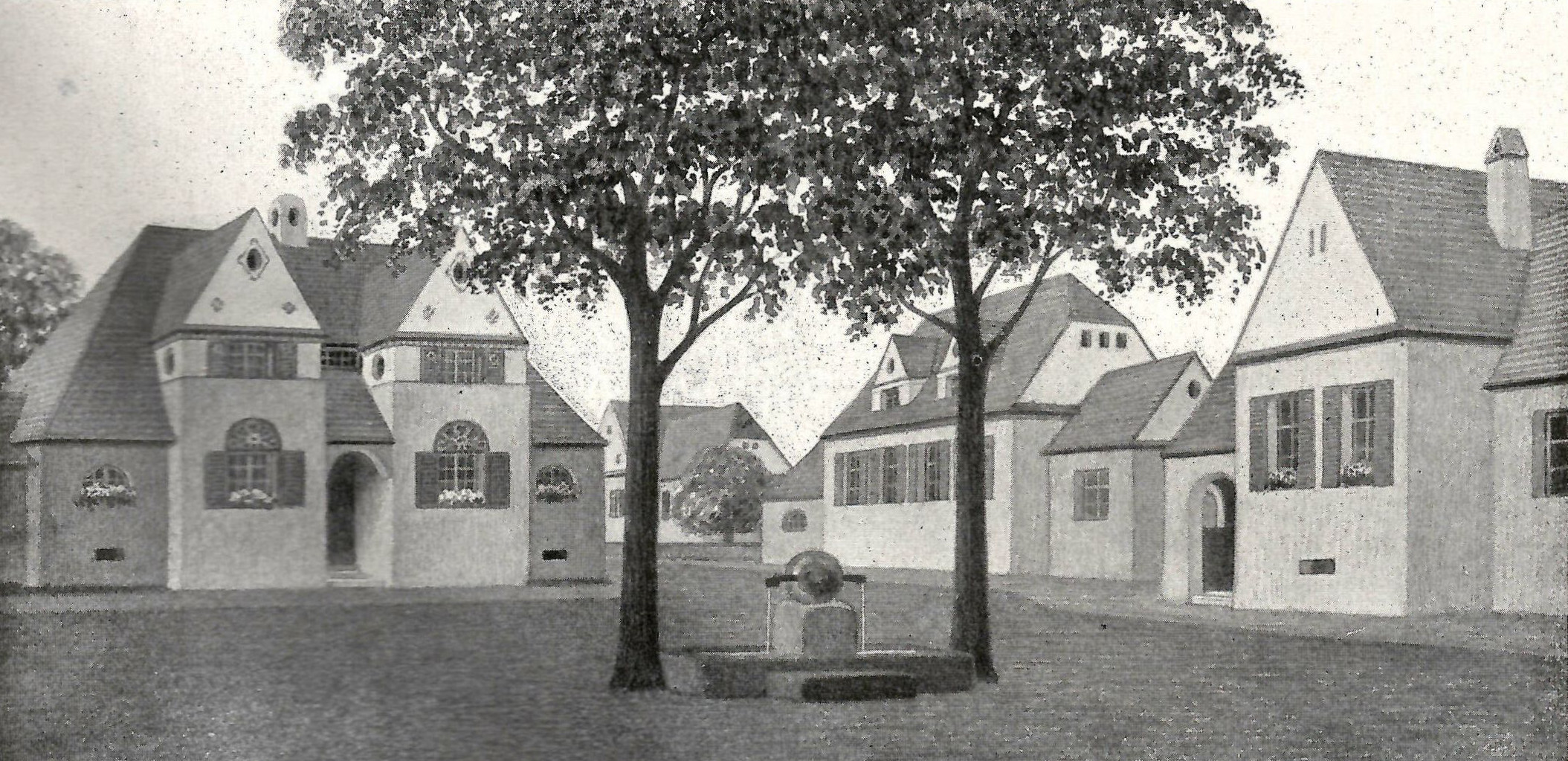
Neu-Tartlau terve